# Hans Eicke
Hans Eicke (Francoforte sul Meno, 1º dicembre 1885 – Berlino, 22 agosto 1947) è stato un velocista tedesco.
Nel 1908 prese parte ai Giochi olimpici di Londra conquistando la medaglia d'argento nella staffetta olimpica (200 + 200 + 400 + 800 metri) correndo i secondi 200 metri. Gli altri componenti della staffetta erano Arthur Hoffmann, Otto Trieloff e Hanns Braun. A Londra corse anche i 100 metri piani, ma non raggiunse le semifinali.

## Palmarès
| Anno | Manifestazione  | Sede   | Evento             | Risultato     | Prestazione | Note |
| ---- | --------------- | ------ | ------------------ | ------------- | ----------- | ---- |
| 1908 | Giochi olimpici | Londra | 100 metri piani    | elim. qualif. | 11"6 s      |      |
| 1908 | Giochi olimpici | Londra | Staffetta olimpica | Argento       | 3'32"4      |      |